# Pourrain
Pourrain ist eine französische Gemeinde mit 1.284 Einwohnern (Stand: 1. Januar 2022) im Département Yonne in der Region Bourgogne-Franche-Comté (bis 2015: Burgund). Die Gemeinde gehört zum Arrondissement Auxerre und zum Kanton Cœur de Puisaye (bis 2015: Kanton Toucy). Die Bewohner nennen sich Pulveriniens.

## Geografie
Pourrain liegt in der Landschaft Puisaye, etwa zwölf Kilometer westsüdwestlich von Auxerre. Umgeben wird Pourrain von den Nachbargemeinden Beauvoir im Norden und Nordwesten, Lindry im Norden und Nordosten, Chevannes im Osten, Escamps im Südosten, Diges im Süden sowie Parly im Westen.

## Bevölkerungsentwicklung
| Jahr                      | 1962 | 1968 | 1975 | 1982 | 1990 | 1999 | 200  | 2013 | 2020 |
| Einwohner                 | 901  | 886  | 897  | 1196 | 1266 | 1305 | 1369 | 1446 | 1356 |
| Quelle: Cassini und INSEE |      |      |      |      |      |      |      |      |      |

## Sehenswürdigkeiten
- Kirche Saint-Serge, seit 1926 Monument historique
- Kapelle Saint-Baudel, seit 2012 Monument historique

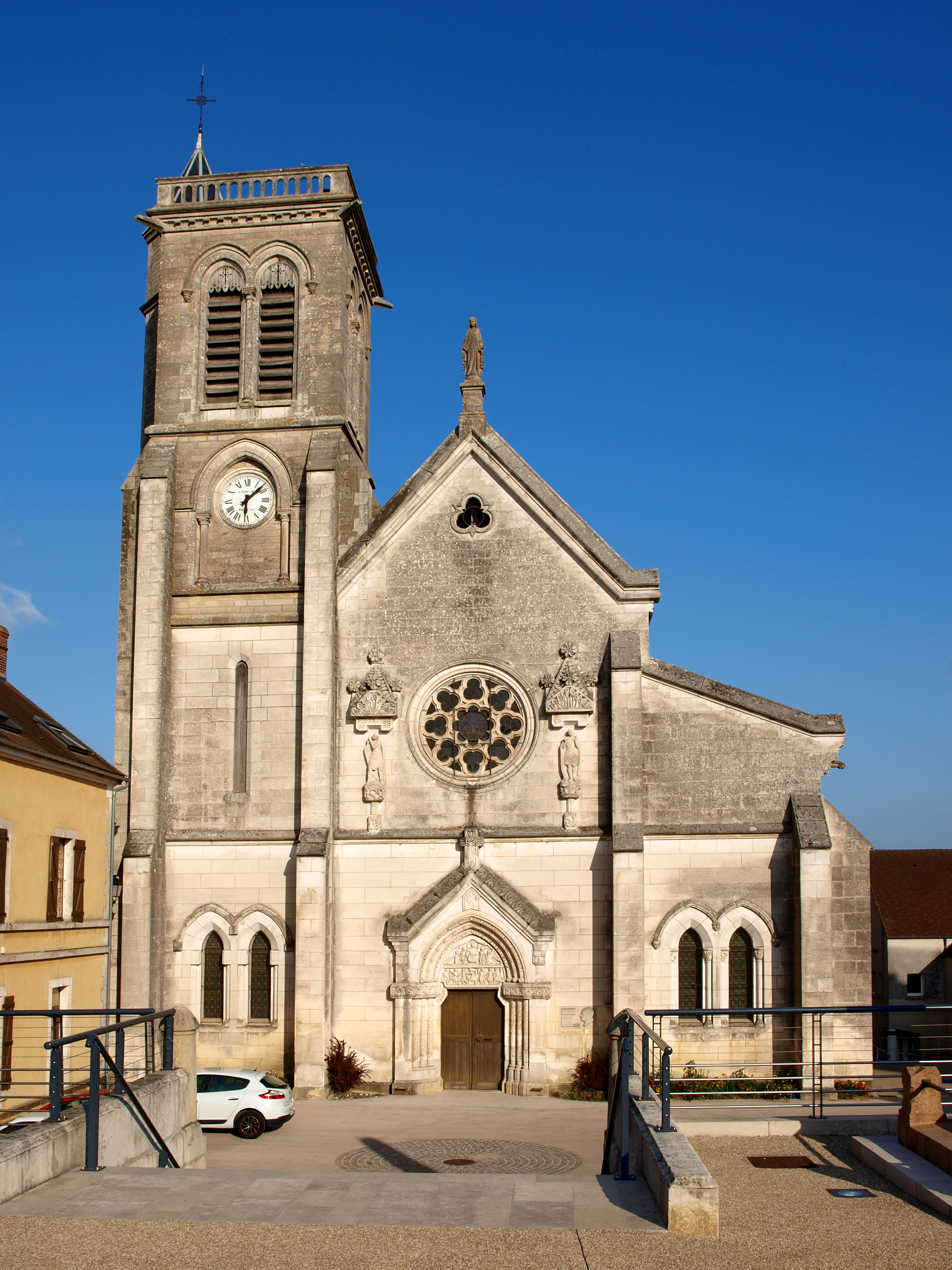
Kirche Saint-Serge
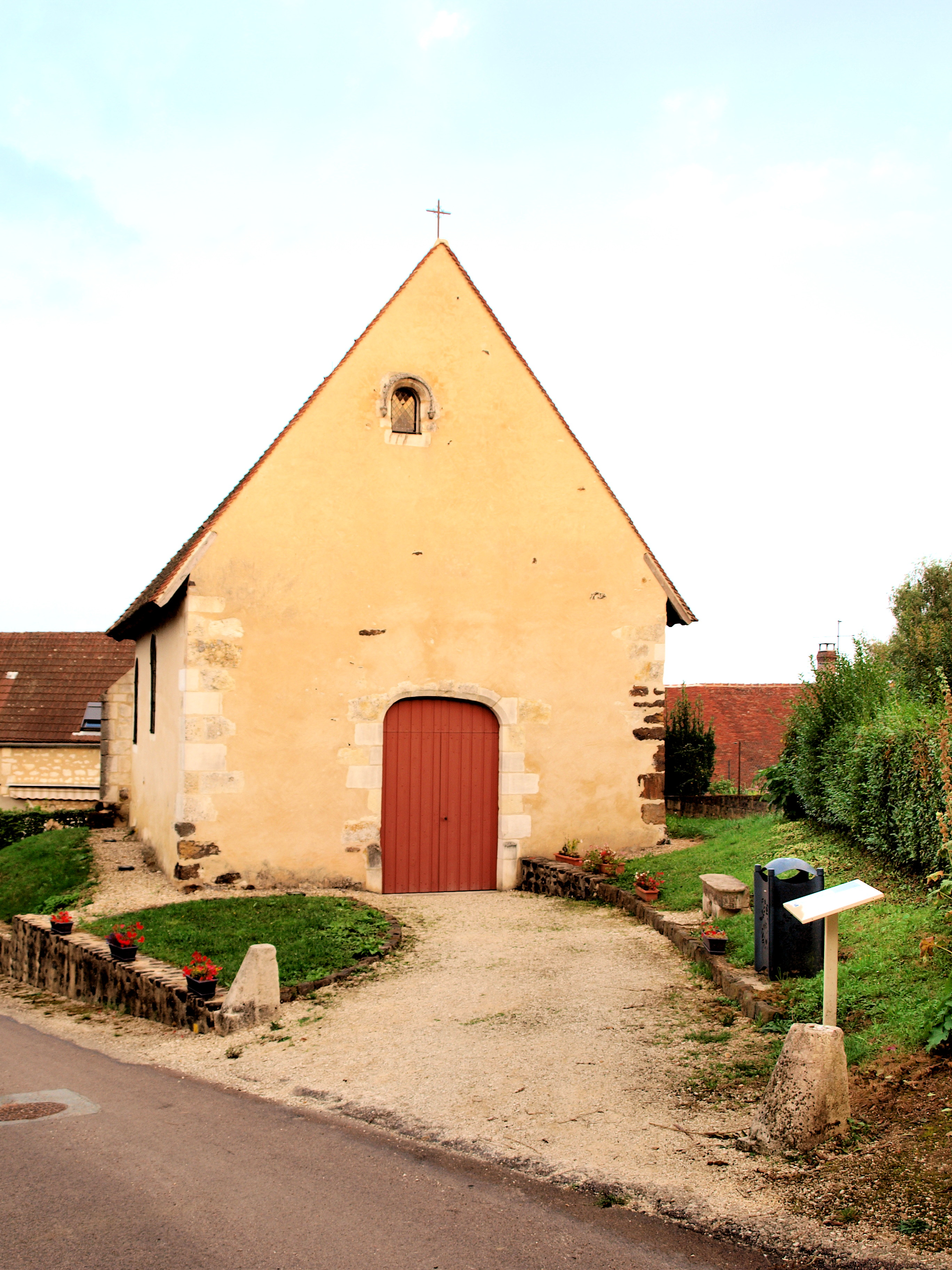
Kapelle Saint-Baudel